# 조현숙 (1944년 1월)
조현숙( 본래 1944년 1월 음력 1943년 12월 ~ 인천 출생)는 조양호 조남호 조수호 조정호 누나이다.

## 가족 관계
- 조부 : 조명희
- 조모 : 태천즙
  - 아버지 : 조중훈 (1920년 3월 30일 ~ 2002년 11월 17일)
  - 어머니 : 김정일 (1923년 9월 8일 ~ 2016년 12월 15일)
  - 동생 : 조양호 (1949년 3월 8일 ~ 2019년 4월 8일) 한진그룹 회장
  - 올케 : 이명희 (1950년 2월 5일 ~ )
    - 조카 : 조현아 (1974년 10월 5일 ~ )
    - 조카 : 조원태 (1976년 1월 25일 ~ )
    - 조카 : 에밀리 리 조 (조 에밀리 리, 1983년 8월 31일 ~ )
    - 동생 : 조남호 (1951년 2월 12일 ~ ) 한진중공업홀딩스 회장
    - 동생 : 조수호 (1954년 6월 21일 ~ 2006년 11월 26일)
    - 올케 : 최은영 (1962년 5월 3일 ~ ) - 신격호(롯데그룹 회장)의 여동생 신정숙(동화면세점 사장)의 딸. 현 유수홀딩스 대표이사.
    - 동생 : 조정호 1958년 10월 5일 ~ ) 메리츠금융지주 회장
    - 올케 : 구명진 구자학의 딸이자 이재용에게는 고종사촌누나가되고 구본무에게는 사촌여동생이 된다.

  - 숙부 : 조중건